# Hygroamblystegium austro-fluviatile
Hygroamblystegium austro-fluviatile är en bladmossart som beskrevs av Brotherus 1908. Hygroamblystegium austro-fluviatile ingår i släktet Hygroamblystegium och familjen Amblystegiaceae. Inga underarter finns listade i Catalogue of Life.